# Tsanko Arnaudov
Tsanko Rosenov Arnaudov (in bulgaro Цанко Росенов Арнаудов?; Goce Delčev, 14 marzo 1992) è un pesista portoghese, di origine bulgara, medaglia di bronzo agli europei di Amsterdam 2016.
Ha un personale di 21,56 m con l'attrezzo da 7,260 kg, ottenuto all'aperto, mentre al coperto ha un personale di 21,27 m, entrambi record nazionali portoghesi.

## Palmarès
| Anno | Manifestazione             | Sede           | Evento         | Risultato | Prestazione | Note                          |
| ---- | -------------------------- | -------------- | -------------- | --------- | ----------- | ----------------------------- |
| 2013 | Europei under 23           | Tampere        | Getto del peso | 22º (q)   | 17,14 m     |                               |
| 2015 | Mondiali                   | Pechino        | Getto del peso | 26º (q)   | 18,85 m     |                               |
| 2016 | Europei                    | Amsterdam      | Getto del peso | Bronzo    | 20,59 m     | Miglior prestazione personale |
| 2016 | Giochi olimpici            | Rio de Janeiro | Getto del peso | 29º (q)   | 18,88 m     |                               |
| 2017 | Europei indoor             | Belgrado       | Getto del peso | 4º        | 21,08 m     | Record nazionale              |
| 2017 | Mondiali                   | Londra         | Getto del peso | 17º (q)   | 20,08 m     |                               |
| 2018 | Mondiali indoor            | Birmingham     | Getto del peso | 12º       | 19,93 m     |                               |
| 2018 | Campionati ibero-americani | Trujillo       | Getto del peso | Argento   | 19,34 m     |                               |
| 2018 | Europei                    | Berlino        | Getto del peso | 9º        | 20,33 m     |                               |
| 2019 | Europei indoor             | Glasgow        | Getto del peso | 12º (q)   | 19,86 m     |                               |
| 2022 | Giochi del Mediterraneo    | Orano          | Getto del peso | 5º        | 20,13 m     |                               |
| 2022 | Mondiali                   | Eugene         | Getto del peso | 17º (q)   | 19,93 m     |                               |
| 2022 | Europei                    | Monaco         | Getto del peso | 18º (q)   | 19,42 m     |                               |
| 2023 | Mondiali                   | Budapest       | Getto del peso | 30º (q)   | 19,17 m     |                               |
| 2024 | Europei                    | Roma           | Getto del peso | 15º (q)   | 19,42 m     |                               |
| 2024 | Giochi olimpici            | Parigi         | Getto del peso | 16º (q)   | 20,31 m     |                               |
| 2025 | Europei indoor             | Apeldoorn      | Getto del peso | 11º (q)   | 19,77 m     |                               |

## Altre competizioni internazionali
2017
- Oro agli Europei a squadre (1st League) ( Vaasa), getto del peso - 21,56 m

## Campionati nazionali
- 6 volte campione nazionale portoghese nel getto del peso (2015, 2016, 2017, 2018, 2019, 2020)
- 4 volte nel getto del peso indoor (2015, 2016, 2017, 2018)